# Jakob Tischhauser
Jakob Tischhauser (26 marzo 1942) è un ex sciatore alpino svizzero.

## Biografia
Specialista delle prove tecniche originario di Parpan, Tischhauser debuttò in campo internazionale in occasione del Critérium de la première neige 1964, il 19 dicembre a Val-d'Isère in discesa libera (20º), e il 25 aprile 1965 vinse lo slalom gigante del trofeo Silver Belt disputato a Sugar Bowl; ai Mondiali di Portillo 1966, sua prima presenza iridata, giunse 4º nello slalom gigante e 17º nello slalom speciale. In Coppa del Mondo esordì il 6 gennaio 1967 a Berchtesgaden in slalom gigante (14º) e colse il primo piazzamento a punti il 9 gennaio seguente sull'impegnativo tracciato Chuenisbärgli di Adelboden, concludendo 5º nella medesima specialità; sempre in slalom gigante ottenne tutti i suoi cinque podi nel circuito, dal primo dell'8 febbraio 1969 a Åre (2º dietro al francese Jean-Noël Augert) all'ultimo del 20 dicembre dello stesso anno a Lienz (3º alle spalle del francese Patrick Russel e dell'italiano Gustav Thöni). 
Nel gennaio del 1970 si piazzò 3º nella combinata della 21ª edizione della 3-Tre a Madonna di Campiglio, dietro a Thöni a all'austriaco Werner Bleiner, e ai successivi Mondiali di Val Gardena 1970, sua ultima presenza iridata, si classificò 11º nello slalom gigante; in Coppa del Mondo colse l'ultimo piazzamento a punti il 28 febbraio dello stesso anno a Whistler in slalom speciale (9º), l'ultimo piazzamento il 15 marzo seguente a Voss in slalom gigante (15) e prese per l'ultima volta il via il 18 gennaio 1971 ad Adelboden nella medesima specialità, senza completare la gara. Non prese parte a rassegne olimpiche.

## Palmarès

### Coppa del Mondo
- Miglior piazzamento in classifica generale: 13º nel 1969
- 5 podi (tutti in slalom gigante):
  - 2 secondi posti
  - 3 terzi posti

### Campionati svizzeri
- 6 medaglie (dati parziali):
  - 2 ori (slalom speciale nel 1967[9]; slalom gigante[senza fonte] nel 1970)
  - 1 argento (combinata nel 1966[10])
  - 3 bronzi (slalom gigante, slalom speciale nel 1966[10]; combinata nel 1967[9])